# Homolobus maculatus
Homolobus maculatus är en stekelart som beskrevs av Van Achterberg 1979. Homolobus maculatus ingår i släktet Homolobus och familjen bracksteklar. Inga underarter finns listade i Catalogue of Life.